# Dancing with the Stars
Dancing with the Stars je americká taneční soutěžní show, vysílaná ve Spojených státech od roku 2005 stanicí ABC. Show je americkou verzí britské televizní soutěže Strictly Come Dancing. V českém prostředí je tato show známa pod názvem StarDance ...když hvězdy tančí.
Soutěž moderoval jako první Tom Bergeron, a to do roku 2020. Lisa Canning spolu-moderovala 1. řadu, Samantha Harris spolu-moderovala 2. až 9. řadu a Brooke Burke-Charvet spolu-moderovala 10. až 17. řadu. 18. až 28. řadu moderovala s Bergeronem Erin Andrews. V září 2020 bylo oznámeno, že soutěž bude moderovat Tyra Banks.
Soutěžící páry se skládají z celebrity a profesionálního tanečníka. Každá pár předvede naučený styl tance a soutěží s ostatními páry o body porotců a hlasy diváků. Pár, který obdrží nejmenší kombinaci hlasů je eliminovaný. Každý týden probíhá vyřazovaná, dokud nezůstane pouze jeden pár.
Dne 12. května 2017 stanice objednala 26. řadu. 27. řada měla premiéru dne 18. září 2017 a spin-off Dancing with the Stars: Juniors měl premiéru dne 7. října 2018. Dvacátádevátá řada bude mít premiéru 14. září 2020.

## Obsazení

### Moderátoři
Soutěž moderoval jako první Tom Bergeron, a to do roku 2020. První řadu spolumoderovala Lisa Cinning, která byla nahrazena Samanthou Harris (2006–2009), která byla nahrazena Brooke Burke-Charvet (2010–13). Erin Andrews převzala roli spolu-moderátorky v 18. řadě (2014). Drew Lachey působil jako krátká náhrada Samanthy Harris během páté řady (2007), kdy chyběla kvůli mateřské dovolené. Leah Remini nahradila Erin Andrews v 8. týdnu 19. řady, kvůli jejímu závazku s 2014 World Series. V září 2020 bylo oznámeno, že 28. řadu bude sama moderovat Tyra Banks.

### Porota
Hlavními porotci jsou Len Goodman, Carrie Ann Inaba a Bruno Tonioli. Profesionální tanečnice Julianne Hough se přidala jako čtvrtý porotce v 19. sérii, poté, co pracovala jako hostující porotce v předchozích dvou sériích. Do 22. řady už se jako porotkyně nevrátila. Do poroty znovu usedla pro 25. a 26. řadu. Bývalí soutěžící se také objevily jako porotci v 11. sérii: Hélio Castroneves, Mel B, Drew Lachey, Giles Marini, Kelly Osbourne a Emmitt Smith. Další celebrity, které mají něco společného s tancem a bývalí profesionální tanečníci se objevily jako čtvrtý porotce nebo v absenci jednoho z hlavních porotců: Paula Abdul, Donnie Burns, Cher, Maksim Chmerkovskiy, Michael Flatley, Kevin Hart, Julianne Hough, Baz Luhrmann, Ricky Martin, Abby Lee Miller, Kenny Ortega, Donny Osmond, Redfoo, Robin Roberts, Jessie J a Pitbull.

### Páry
273 celebrit se objevilo v 24. sériích soutěže. Pro každou sérii je vybrána celebrita a profesionální partner, který slouží jako instruktor a každý týden naučí svůj protějšek nový styl tance. 43 profesionálních partnerů se objevilo po boku celebrit, některé jen pro jednu sérii.

### Taneční soubor
Taneční soubor vystupuje každé úterý při vyhlašovaní výsledků už od 12. řady. Členové souboru v 19. řadě byli Lindsay Arnold, Sasha Farber, Henry Byalikov a Jenna Jonna Johnson. Sasha Farber je členkou od 13. řady a Henry Byalikov od 14. řady. Další členové jsou: Tristan MacManus, Peta Murgatroyd, Kiki Nyemchek, Nicole Volynets, Ted Volynets, Dasha Chesnokova, Sharna Burgess, Sonny Fredie Pedersen, Emma Slater, Oksana Dmyternko, Julz Tocker, Gleb Savchenko a Artem Chigvintsev.

### Muzikanti
Po 17. řadě hrál orchestr Harolda Wheelera hudbu pro živá kola soutěže. 7. února 2014 bylo oznámeno, že nový Ray Chew se stal novým vedoucím skupiny.

## Série

### 1. řada
První řada debutovala na stanici ABC 1. června 2005. 6. července 2005 se vítězkou stala herečka Kelly Monaco. Jejím profesionálním partnerem byl Alex Mazo.
| Celebrita         | Známá pro:                                      | Profesionální partner | Status      |
| ----------------- | ----------------------------------------------- | --------------------- | ----------- |
| Trista Sutter     | Hvězda reality-show The Bachelorette            | Louis Van Amstel      | 1. vyřazená |
| Evander Holyfield | Boxer                                           | Edyta Śliwińska       | 2. vyřazený |
| Rachel Hunter     | Supermodelka                                    | Jonathan Roberts      | 3. vyřazená |
| Joey McIntyre     | Zpěvák ze skupiny New Kids on the Block a herec | Ashly DelGrosso       | 3. místo    |
| John O'Hurley     | Herec z Show Jerryho Seinfelda                  | Charlotte Jørgensen   | 2. místo    |
| Kelly Monaco      | Herečka z General Hospital                      | Alec Mazo             | 1. místo    |

### 2. řada
Druhá řada měla premiéru na stanici ABC 5. ledna 2006. 24. února 2006 se vítězi stali Drew Lachey a jeho profeisonální tanečnice Cheryl Burke.
| Celebrita         | Známá pro:                | Profesionální partner | Status      |
| ----------------- | ------------------------- | --------------------- | ----------- |
| Kenny Mayne       | Sportovní komentátor      | Andrea Hale           | 1. vyřazený |
| Tatum O'Neal      | Herečka                   | Nick Kosovich         | 2. vyřazený |
| Giselle Fernandez | Novinářka                 | Jonathan Roberts      | 3. vyřazený |
| P. Miller         | Raper a bavič             | Ashly DelGrosso       | 4. vyřazený |
| Tia Carrere       | Herečka a zpěvačka        | Maksim Chmerkovskiy   | 5. vyřazený |
| George Hamilton   | Herec                     | Edyta Śliwińska       | 6. vyřazený |
| Lisa Rinna        | Herečka a moderátorka     | Louis Van Amstel      | 7. vyřazený |
| Stacy Keibler     | Bývalá WWE Diva           | Tony Dovolani         | 3. místo    |
| Jerry Rice        | Bývalý hráč NFL           | Anna Trebunskaya      | 2. místo    |
| Drew Lachey       | Zpěvák skupiny 98 Degrees | Cheryl Burke          | 1. místo    |

### 3. řada
Třetí řada měla premiéru na stanici ABC 12. září 2006. Vítězi se stali Emmitt Smith a jeho profesionální tanečnice Cheryl Burke.
| Celebrita       | Známá pro:            | Profesionální partner | Výsledek                       |
| --------------- | --------------------- | --------------------- | ------------------------------ |
| Tucker Carlson  | Zprávař a komentátor  | Elena Grinenko        | 1. vyřazený                    |
| Shanna Moakler  | Miss USA v roce 1995  | Jesse DeSoto          | 2. vyřazená                    |
| Harry Hamlin    | Herec                 | Ashly DelGrosso       | 3. vyřazený                    |
| Vivica A. Fox   | Herečka a producentka | Nick Kosovich         | 4. vyřazená                    |
| Willa Ford      | Zpěvačka a herečka    | Maksim Chmerkovskiy   | 5. vyřazený                    |
| Sara Evans      | Country zpěvačka      | Tony Dovolani         | Soutěž opustila *kvůli rozvodu |
| Jerry Springer  | Moderátor talk show   | Kym Johnson           | 6. vyřazený                    |
| Monique Coleman | Herečka               | Louis Van Amstel      | 7. vyřazená                    |
| Joey Lawrence   | Herec a zpěvák        | Edyta Śliwińska       | 3. místo                       |
| Mario Lopez     | Herec a TV moderátor  | Karina Smirnoff       | 2. místo                       |
| Emmit Smith     | Bývalý hráč NFL       | Cheryl Burke          | 1. místo                       |

### 4. řada
Čtvrtá řada měla premiéru 19. března 2007 na stanici ABC. Vítězi se stali Apolo Anton Ohno se svojí profesionální tanečnicí Julianne Hough.
| Celebrita         | Známá pro                  | Profesionální partner | Status      |
| ----------------- | -------------------------- | --------------------- | ----------- |
| Paulina Porizkova | Supermodelka               | Alex Mazo             | 1. vyřazená |
| Shandi Finnessey  | Miss USA v roce 2004       | Brian Fortuna         | 2. vyřazená |
| Leeza Gibbons     | Moderátorka talk show      | Tony Devolani         | 3. vyřazená |
| Clyde Drexler     | Hráč NBA                   | Elena Grinenko        | 4. vyřazený |
| Heather Mills     | Aktivistka za lidská práva | Jonathan Roberts      | 5. vyřazená |
| John Ratzenberger | Herec                      | Edyta Śliwińska       | 6. vyřazený |
| Billy Ray Cyrus   | Herec a zpěvák             | Karina Smirnoff       | 7. vyřazený |
| Ian Ziering       | Herec                      | Cheryl Burke          | 8. vyřazený |
| Laila Ali         | Profesionální boxer        | Maksim Chmerkovskiy   | 3. místo    |
| Joey Fatone       | Zpěvák *NSYNC              | Kym Johnson           | 2. místo    |
| Apolo Anton Ohno  | Rychlobruslař              | Julianne Hough        | 1. místo    |

### 5. řada
Páté řada měla premiéru 24. září 2007. Vítězi se stali Hélio Castroneves s profesionální tanečnicí Julianne Hough.
| Celebrita             | Známá pro                  | Profesionální hřáč  | Status      |
| --------------------- | -------------------------- | ------------------- | ----------- |
| Josie Maran           | Modelka a herečka          | Alex Mazo           | 1. vyřazená |
| Albert Reed           | Supermodel                 | Anna Trenbunskaya   | 2. vyřazený |
| Wayne Newton          | Bavič v Las Vegas          | Cheryl Burke        | 3. vyřazený |
| Floyd Mayweather, Jr. | Boxer                      | Karina Smirnoff     | 4. vyřazený |
| Mark Cuban            | Moderátor Milionáře        | Kym Johnson         | 5. vyřazený |
| Sabrina Bryan         | Herečka a zpěvačka         | Mark Ballas         | 6. vyřazená |
| Jane Seymour          | Herečka                    | Tony Devolani       | 7. vyřazená |
| Cameron Mathison      | Herec a moderátor          | Edyta Sliwinska     | 8. vyřazený |
| Jennie Garth          | Herečka                    | Derek Hough         | 9. vyřazený |
| Marie Osmond          | Zpěvačka a bavič           | Jonathan Roberts    | 3. místo    |
| Mel B                 | Spice Girls zpěvačka       | Maksim Chmerkovskiy | 2. místo    |
| Hélio Castroneves     | Řidič 500 mil Indianapolis | Julianne Hough      | 1. místo    |

### 6. řada
Šestá řada měla premiéru 17. března 2008 na stanici ABC. Vítězi se stali Kristi Yamaguchi a její profesionální partner Mark Ballas.
Soutěžícími byli: Penn Jillette (kouzelnice), Monica Seles (tenistka), Steve Guttenberg (herec), Adam Carolla (komik), Priscilla Presley (herečka), Marlee Matlin (herečka), Shannon Elizabeth (herečka), Mario (zpěvák), Marissa Jaret Winokur (herečka), Cristián de la Fuente (TV hvězda) a Jason Taylor (hráč NFL).

### 7. řada
Sedmá řada měla premiéru 22. září 2008 na stanici ABC. Vítězi se stali moderátorka Brooke Burke a její profesionální partner Derek Hough.
Soutěžícími byli: Jeffrey Ross (komik), Ted McGinley (herec), Kim Kardashian (hvězda reality-show), Misty May-Treanor (hráčka plážového volejbalu), Rocco DiSpirito (Šéfkuchař), Toni Braxton (zpěvačka), Cloris Leachman (herečka), Susan Lucci (herečka), Maurice Greene (spritner), Cody Linley (herec), Lance Bass (zpěvák *NSYNC) a Warren Sapp (hráč NFL)

### 8. řada
Osmá řada měla premiéru 9. března 2009 na stanici ABC. Vítězi se stali gymnastka Shawn Johnson a její profesionální partner Mark Ballas.
Soutěžícími byli: Belinda Carlisle (zpěvačka), Denise Richards (herečka), Holly Madison (modelka), Steve Wozniak (spolu-zakladatel Applu), Steve-O (herec), Lawrence Taylor (fotbalista), Chuck Wicks (zpěvák), Lil' Kim (raperka), Ty Murray (Rodeo kovboj), Melissa Rycroft (soutěžící v The Bachelor) a Giles Marini (herec).

### 9. řada
Devátá řada měla premiéru 21. září 2009 na stanici ABC. Vítězi se stali Donny Osmond a jeho profesionální tanečnice Kym Johnson.
Soutěžícími byli: Ashley Hamilton (herec), Macy Gray (zpěvák), Kathy Ireland (modelka), Tom DeLay (vedoucí Sněmovny reprezentantů Spojených státech amerických), Debi Mazar (herečka), Chuck Liddel (UFC bojovník), Natalie Coughlin (plavkyně), Melissa Joan Hart (herečka), Louie Vito (snowboardista), Michael Irvin (hráč NFL), Mark Dacascos (herec), Aaron Carter (zpěvák), Joanna Krupa (modelka), Kelly Osbourne (hvězda reality-show) a Mýa (zpěvačka).

### 10. řada
Desátá řada měla premiéru 22. března 2010. Vítězi se stali zpěvačka Nicole Scherzinger a její profesionální tanečník Derek Hough.
Soutěžícími byli: Shannen Doherty (herečka), Buzz Aldrin (astronaut), Aiden Turner (herec), Kate Gosselin (hvězda reality-show), Jake Pavelka (hvězda reality-show), Pamela Anderson (modelka), Niecy Nash (komička), Chad Ochocinco (hráč NFL), Erin Andrews (Sportovní komentátorka) a Evan Lysacek (krasobruslař).

### 11. řada
Jedenáctá řada měla premiéru 20. září 2010. Vítězi se stali Jennifer Grey a její profesionální tanečník Derek Hough.
Soutěžícími byli: David Hasselhoff (herec), Michael Bolton (zpěvák), Margaret Cho (komička), Mike Sorrentino (hvězda reality-show), Florence Henderson (herečka), Audrina Patridge (hvězda reality-show), Rick Fox (hráč NBA), Kurt Warner (hráč NFL), Brandy (zpěvačka), Bristol Palin (aktivistka) a Kyle Massey (herec).

### 12. řada
Dvanáctá řada měla premiéru 21. března 2011. Vítězi se stali fotbalista Hines Ward a jeho profesionální tanečnice Kym Johnson.
Soutěžícími byli: Mike Catherwood (rádiová moderátorka), Wendy Williams (moderátorka talk show), Sugar Ray Leonard (boxer), Petra Němcová (modelka), Chris Jericho (WWE šampion), Kendra Wilkinson (modelka), Romeo Kane (herečka) a Kirstie Alleyová (herečka).

### 13. řada
Třináctá řada měla premiéru 19. září 2011. Vítězi se stali J.R. Martinez a jeho profesionální tanečnice Karina Smirnoff.
Soutěžícími byli: Metta World Peace (hráč basketbalu), Elisabetta Canlis (modelka), Kristin Cavallari (hvězda reality-show), Chynna Phillips (zpěvačka), Carson Kressley (moderátorka), Chaz Bono (aktivista), David Arquette (herec), Nancy Grace (HLN hosteska), Hope Solová (členka amerického fotbalového týmu), Ricki Lake (herečka) a Rob Kardashian (hvězda reality-show).

### 14. řada
Čtrnáctá řada měla premiéru 19. března 2012. Vítězi se stali Donald Driver a její profesionální tanečník Peta Murgatroyd.
Soutěžícími byli: Martina Navrátilová (tenistka), Jack Wagner (herec), Sherri Shepherd (moderátorka), Gavin Degraw (zpěvák), Gladys Knight (zpěvák), Jaleel White (herec), Roshon Fegan (herec), Melissa Gilbert (herečka), Maria Menounos (tisková mluvčí), William Levy (herec) a Katherine Jenkins (zpěvačka).

### 15. řada
Patnáctá řada nazvaná Dancing with the Stars: All Stars měla premiéru 24. září 2012. Do série se vrátili předchozí soutěžící. Vítězi se stali hvězda reality-show Melissa Rycroft a její profesionální partner Tony Dovolani.
Soutěžícími byli: Pamela Anderson (herečka), Joey Fatone (člen N'Sync), Drew Lachey (zpěvák), Hélio Castroneves (Řidič 500 mil Indianapolis), Bristol Palin (hvězda reality-show), Sabrina Bryan (zpěvačka), Kirstie Alleyová (herečka), Giles Marini (herec), Apolo Anton Ohno (běžec), Emmitt Smith (hráč NFL), Kelly Monaco (modelka) a Shawn Johnson (gymnastka).

### 16. řada
Šestnáctá řada měla premiéru 18. března 2013. Vítězi se stali Kellie Pickler a její profesionální tanečník Derek Hough. Dorothy Hamill musela soutěž opustila po dvou tancích kvůli zranění zad.
Soutěžícími byli: Dorothy Hamill (krasobruslařka), Wyonna Judd (zpěvačka), Lisa Vanderpump (hvězda reality-show), D. L. Hughley (komik), Victor Ortiz (boxer), Andy Dick (herec), Sean Lowe (hvězda The Bachelor), Ingo Radermacher (herec), Aly Raismanová (gymnastka), Jacoby Jones (hráč NFL) a Zendaya (herečka)

### 17. řada
Sedmnáctá řada měla premiéru 26. listopadu 2013. Vítězi se stali herečka Amber Riley a její profesionální tanečník Derek Hough.
Soutěžícími byli: Keyshawn Johnson (hráč NFL), Bill Nye (moderátor), Valerie Harper (herečka), Christina Milan (zpěvačka), Nicole "Snooki" Polizzi (hvězda reality-show), Brant Daugherty (herec), Elizabeth Berkley Lauren (herečka, Leah Remini (herečka), Bill Engvall (komik), Jack Osbourne (hvězda reality-show) a Corbin Bleu (herec).

### 18. řada
Osmnáctá řada měla premiéru 17. března 2014. Vítězi se stali Meryl Davis a její profesionální partner Maksim Chmerkovskiy se stal poprvé vítězem.
Soutěžícími byli: Diana Nyad (plavkyně), Sean Avery (hráč NHL), Billy Dee Williams (herec), Cody Simpson (zpěvák), Drew Carey (moderátor), NeNe Leakes (hvězda reality-show), Danica McKellar (herečka), Charlie White (krasobruslař), James Maslow (zpěvák Big Time Rush), Candace Cameron Bure (herečka) a Amy Purdy (snowboardistka).

### 19. řada
Devatenáctá řada měla premiéru 15. září 2014. Vítězi se stali Alfonso Ribeiro a jeho profesionální partnerka Witney Carson.
Soutěžícími byli: Lolo Jones (atletka), Tavis Smiley (moderátor), Randy Couture (UFC šampion), Betsey Johnson (módní návrhářka), Jonathan Bennett (herec), Antonio Sabato, Jr. (herec), Michael Waltrip (závodník), Lea Thompson (herečka), Bethany Mota (youtube hvězda), Janel Parrish (herečka) a Sadie Robertson (hvězda reality-show).

### 20. řada
Dvacátá řada měla premiéru 16. března 2015. Vítězi se stali Rumer Willis a její profesionální parter Valentin Chmerkovskiy.
Soutěžícími byli: Redfoo (zpěvák), Charlotte McKinney (modelka), Noah Galloway (profesionální trenér), Robert Herjavec (porotce Shark Tank), Pattie LaBelle (zpěvačka), Nastia Liukin (gymnastka), Riker Lynch (zpěvák), Michael Sam (fotbalista), Willow Shields (herečka), Suzanne Somersová (herečka) a Chris Soules (hvězda reality-show The Bachelor).

### 21. řada
Dvacátá první řada měla premiéru 14. září 2015. Vítězi se stali Bindi Irwin a její profesionální partner Derek Hough.
Soutěžící byli: Chaka Khan (zpěvačka), Victor Espinza (žokej), Kim Zolciak-Biermann (hvězda reality-show), Gary Busey (herec), Paula Deen (kuchařka, bavička), Hayes Grier (hvězda sociálních médií), Andy Grammer (zpěvák), Alexa PenaVega (herečka), Tamar Braxton (zpěvačka), Carlos PenaVega (zpěvák, herec), Alek Skarlatos (voják), Nick Carter (zpěvák)

### 22. řada
Dvaadvacátá série řada premiéru 21. března 2016. Vítězi se stali Nyle DiMarco a jeho profesionální tanečnice Peta Mutrgatroyd.
Soutěžícími byli: Geraldo Rivera (moderátor), Mischa Barton (herečka), Marla Maples (herečka), Doug Flutie (NFL quarterback), Kim Fields (herečka), Von Miller (hráč NFL), Jodie Sweetin (herečka), Antonio Brown (hráč NFL), Wanyá Morris (zpěvák), Ginger Zee (meteroložka), Paige VanZant (zápisnice UFC).

### 23. řada
Dvacátá třetí řada měla premiéru 12. září 2016. Vítězi se stali Laurie Hernandez a Valentin Chmerkovskiy.
Soutěžícími byli: Amber Rose (herečka), Kenny Edmonds (zpěvák), Calvin Johnson (hráč NFL), Jake T. Austin (herec), James Hinchcliffe (řidič IndyCar), Jana Kramer (zpěvačka), Marilu Henner (herečka), Maureen McCormick (herečka), Rick Perry (bývalý guvernér státu Texas), Ryan Lochte (Olympijský plavec), Terra Jolé (hvězda reality-show) a Vanilla Ice (rapper)

### 24. řada
Dvacátá čtvrtá řada měla premiéru 20. března 2017. Vítězi se stali Rashad Jennings a jeho profesionální tanečnice Emma Slater.
Soutěžícími byli: David Ross (MLB chytač), Normani Kordei (zpěvačka Fifth Harmony), Simone Biles (gymnastka), Bonner Bolton (model), Nick Viall (hvězda z reality show The Bachelor), Nancy Kerrigan (krasobruslařka), Heather Morris (herečka, tanečnice), Erika Jayne (zpěvačka, reality-show hvězda), Mr. T (herec, bývalý wrestler), Charo (herečka, zpěvačka) a Chris Kattan (herec, komik).

### 25. řada
Dvacátá pátá řada měla premiéru 18. září 2017. Vítězi se stali Jordan Fisher s partnerkou Lindsay Arnold.
Soutěžícími byli: Barbara Corcoran (obchodnice), Debbie Gibson (zpěvačka/herečka), Victoria Arlen (moderátorka ESPN), Nikki Bella (modelka), Derek Fisher (bývalý hráč NBA), Nick Lachey (zpěvák), Vanessa Lachey (moderátorka), Frankie Muniz (herec), Terrell Owens (bývalý hráč NFL), Sasha Pieterse (herečka), Drew Scott (moderátor) a Lindsey Stirling (houslistka).

### 26. řada
Dvacátá šestá řada nesla název Dancing with the Stars: Athletes (Atleti) a měla premiéru 30. dubna 2018. Vítězi se stali Olympijský vítěz v krasobruslení Adam Rippon s partnerkou Jennou Johnson.
Soutěžícími byli: Josh Norman (fotbalista NFL), Tonya Harding (bývalá Olympijská vítězka v krasobruslení), Mirai Nagasu (Olympijská vítězka v krasobruslení), Chris Mazdze (Olympijská vítěz v bobování), Jennie Finch Daigle (bývalá Olympijská vítězka v softballu), Karreem Abdul-Jabbar (bývalý hráč NBA), Johnny Damon (bývalý hráč MLB) a Jamie Anderson (Olympijská vítězka ve snowboardu).

### 27. řada
Dvacátá sedmá řada měla premiéru 24. září 2018. Vítězi se stali moderátor rádiové stanice Bobby Bones a jeho taneční partnerka Sharna Burgess.
Soutěžícími byli Milo Manheim (hvězda stanice Disney Channel), Evanna Lynch (herečka a aktivistka), Alexis Ren (modelka a osobnost sociálních medií), Juan Pablo Di Pace (herec), Joe Amabile (hvězda reality-show Bachelor in Paradise), DeMarcus Ware (bývalý hráč NFL), John Schneider (herec a country zpěvák), Mary Lou Retton (bývalá Olympijská vítězka v gymnastice), Tinashe (zpěvačka a skladatelka), Nancy McKeon (herečka), Danelle Umstead (Paraolympijská vítězka v alpském lyžování), Nikki Glaser (komička a moderátorka podcastu)

### 28. řada
Dvacátá osmá řada měla premiéru 18. září 2019. Vítězi se stali účastnice reality-show The Bachelor a The Bachelorette Hannah Brown a její taneční partner Alan Bersten.
Soutěžícími jsou: Lauren Alaina (country zpěvačka), Sailor Brinkley-Cook (modelka a dcera Christie Brinkley), Ally Brooke (zpěvačka ze skupiny Fifth Harmony), Karamo Brown (expert z pořadu Queer Eye a aktivista), Kate Flannery (herečka), Ray Lewis (bývalý NFL hráč), Kel Mitchell (herec a komik), Lamar Odom (bývalý hráč NBL), Sean Spier (bývalý pracovník Bílého domu), James Van Der Beek (herec) a Mary Wilson (zpěvačka ze skupiny The Supremes).

### 29. řada
Dvacátá devátá řada měla premiéru dne 14. září 2020. Vítězi se stali účastnice reality-show The Bachelor a The Bachelorette Kaitlyn Bristowe a její taneční partner Artem Chigvintsev.
Soutěžícími budou Monica Aldama (hvězda reality show Cheerleading a trenérka), Carole Baskin (aktivistka za práva tygrů), , Vernon Davis (bývalý hráč NFL), Anne Heche (herečka), Skai Jackson (herečka), Justina Machado (herečka), Jeannie Mai (moderátorka a stylistka), AJ McLean (zpěvák skupiny Backstreet Boys), Jesse Metcalfe (herec), Nelly (rapper a zpěvák), Charles Oakley (bývalý hráč NBA), New Schulman (moderátor a producent reality show Catfish: Láska online), Chrishell Stause (herečka a hvězda reality show) a Johnny Weir (krasobruslař).